# Qaravəlli (Ağsu)
Qaravəlli è un comune dell'Azerbaigian situato nel distretto di Ağsu. Conta una popolazione di 378 abitanti.